# Txiki Begiristain
Txiki Begiristain, španski nogometaš, * 12. avgust 1964.
Za špansko reprezentanco je odigral 22 uradnih tekem in dosegel šest golov.